# Douglas Wakiihuri

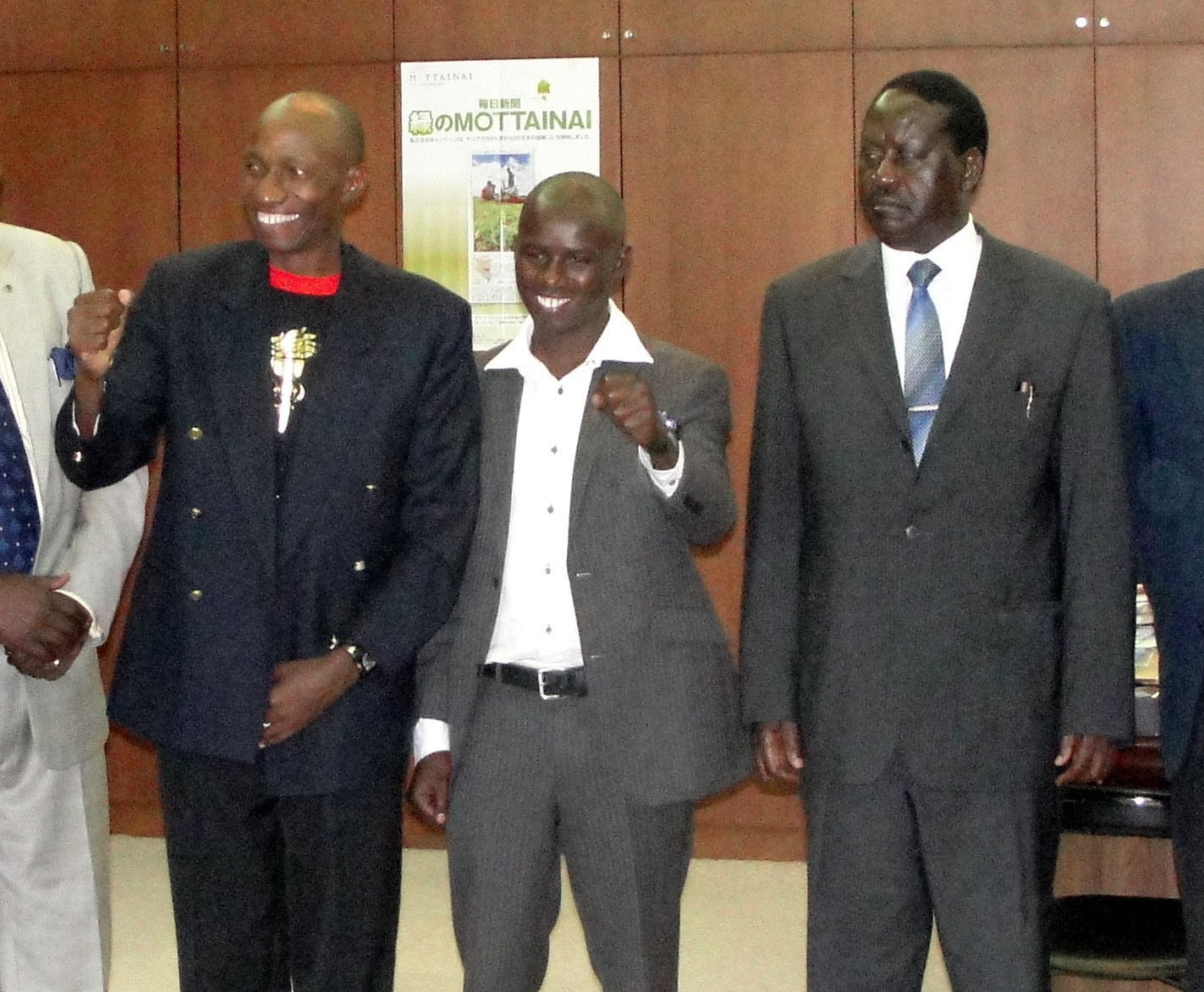
Douglas Wakiihuri (links), Samuel Kamau Wanjiru und Raila Odinga 2011

Douglas Wakiihuri (* 26. September 1963 in Mombasa) ist ein ehemaliger kenianischer Langstreckenläufer.
1983 kam Wakiihuri nach Japan und wurde von Kyoshi Nakamura trainiert, der auch Toshihiko Seko betreute.
Er gewann bei den Weltmeisterschaften 1987 in Rom den Titel im Marathon mit einer Zeit von 2:11:48 h. Dies war der erste Titel auf dieser Distanz für kenianische Männer bei Weltmeisterschaften oder Olympischen Spielen und blieb der einzige bis zum Sieg von Luke Kibet Bowen bei den Weltmeisterschaften 2007 in Osaka. Bei den Olympischen Spielen 1988 in Seoul gewann er hinter Gelindo Bordin im Marathon die Silbermedaille.
Weitere Siege errang er 1989 beim London-Marathon in seiner persönlichen Bestzeit von 2:09:03 h und 1990 beim New-York-City-Marathon.
Douglas Wakiihura veranstaltet heute Safaris für japanische Touristen und hat eine Karriere als Musiker mit CD-Veröffentlichungen in seinem Heimatland und in Japan begonnen.